# Elim (Drenthe)
Elim is een dorp in de gemeente Hoogeveen gelegen in de Nederlandse provincie Drenthe. Het dorp telt ongeveer 2.330 inwoners.

## Geschiedenis
Elim was, zoals meer plaatsen in de omgeving, oorspronkelijk een onbegaanbaar veengebied. Vanaf 1631 was het grondgebied waarop Elim en ook andere veendorpen in de omgeving liggen eigendom van de Compagnie der 5000 morgen. Nadat het gebied was overgenomen door de Hollandsche Compagnie kreeg het gebied de naam Hollandscheveld. In de jaren 80 van de 18e eeuw begon de veenafgraving in het gebied waar tegenwoordig Elim ligt. Het jaar 1786 geldt als de geboortedatum van Elim, aangezien er zich toen definitief bewoners vestigden.
De plaats heette echter in die tijd nog Hollandscheveld-Zuidoost. Pas in 1924 kreeg het dorp de naam Elim, op voorstel van de plaatselijke predikant. Elim wordt in de Bijbel genoemd als een oase in de Sinaïwoestijn. De naam van Elim wordt ook vaak in verband gebracht met vruchtbaarheid.
In de jaren dertig van de 20e eeuw was Elim ook het toneel van de charismatische evangelische opwekkingsbeweging Gemeente des Heeren onder leiding van Albert Otten.

## Elim in Publieke Werken
Elim kreeg nationale bekendheid doordat het boek Publieke Werken van Thomas Rosenboom zich gedeeltelijk zou afspelen in Elim. Lokale historici wezen erop dat het dorp in Publieke Werken geen enkel raakvlak heeft met het echte Elim, en Thomas Rosenboom gaf in een interview in Hoogeveen aan dat het dorp in zijn boek geheel gefingeerd is. De verschillen tussen fantasie en werkelijkheid zijn te veel om hier op te noemen.

## Sport
De plaatselijke voetbalclub heet SC Elim, de korfbalclub KV Elko.